# Inquisitor alabaster
Inquisitor alabaster é uma espécie de gastrópode do gênero Inquisitor, pertencente a família Pseudomelatomidae.